# Teenage Glampage! – Can the Glam! 2
Teenage Glampage! – Can the Glam! 2 es una caja recopilatoria de varios artistas, publicada el 17 de febrero de 2023 por 7T's, subsidiaria de Cherry Red Records.
Una continuación a Can the Glam! (2022), el álbum presenta 80 canciones artísticas del género glam rock de los años 1970.

## Antecedentes
En diciembre de 2022, el sello discográfico Cherry Red anunció la caja recopilatoria de 4 CDs Teenage Glampage!, una continuación a la recopilación de 2022, Can the Glam!

## Recepción de la crítica
El crítico de AllMusic, Fred Thomas, comentó: “A diferencia del primer volumen, que a veces contenía material de los años 1980, Teenage Glampage es estrictamente de las bóvedas de los años 1970. La combinación de nombres familiares y completos desconocidos es nuevamente lo que hace que este volumen de la serie sea tan bueno como el primero, con un equilibrio de familiaridad y descubrimiento que es tan emocionante como el glam rock”.

## Posicionamiento
| Gráfica (2023)                     | Pico de posición |
| ---------------------------------- | ---------------- |
| Reino Unido (UK Compilation Chart) | 70               |